# Бахтияр, Хишам
Хиша́м Бахтия́р (араб. هشام بختيار‎), или Хиша́м аль-Ихтия́р (араб. هشام الاختيار‎; 1941 — 20 июля 2012, Дамаск) — глава регионального командования Службы национальной безопасности партии Баас, генерал. Советник по национальной безопасности президента Башара аль-Асада. Считался членом ближайшего окружения Асада.

## Биография
Хишам Бахтияр родился в суннитской семье в Дамаске в 1941 году. Был руководителем Главного управления безопасности с 2001 по 2005 год. В 2005 году был назначен директором регионального командования Службы национальной безопасности (NSB) партии Баас.

## Санкции
В 2006 году Министерство финансов США внесло Хишама Бахтияра в список граждан особых категорий в рамках мер по изоляции лиц и организаций, «вносящих значительный вклад в поддержку сирийским правительством террористических организаций или способствующих присутствию сирийских войск или сил безопасности в Ливане». 2007 году Хишам Бахтияр был включен в список сирийцев, которым запрещен въезд на американскую территорию.
Генерал-майору Хишаму Бахтияру были предъявлены обвинения[кем?] в подавлении демократических протестов в Даръа. Жестокое подавление, проведенное Службой национальной безопасности в южной части города, привело впоследствии к общенациональным волнениям. В мае 2011 года Министерство финансов США ввело санкции против Службы национальной безопасности, заявив, что сирийские силы безопасности использовали чрезмерную силу против демонстрантов.

## Смерть
Хишам Бахтияр скончался 20 июля 2012 года от ранений, полученных двумя днями ранее во время нападения на здание Службы национальной безопасности Сирии на северо-западе Дамаска, где также погибли министр обороны Дауд Раджиха, его заместитель Асеф Шаукат, экс-министр обороны Хасан ат-Туркмани и, по некоторым сообщениям, глава следственного аппарата Службы общей разведки Хафиз Махлюф.